# Тельо Перес де Менесес
Тельо Перес де Менесес (исп. Tello Pérez de Meneses; ум. ок. 1200 года) — кастильский магнат и военачальник во времена правления короля Кастилии Альфонсо VIII и предок Тельес де Менесес, видного дворянского рода, среди потомков которого несколько членов королевской семьи, таких как королева. Мария де Молина, правнучка Тельо, и Леонор Теллеш де Менезеш, супруга королевы Португалии. Тельо участвовал в нескольких военных кампаниях во время Реконкисты и последующей Репопуляции, а также был щедрым основателем и покровителем монастырей и лечебниц для пленных и прокаженных. Вместе с Хиронами семья Тельес де Менесес были одной из самых влиятельных и могущественных аристократических групп в Тьерра-де-Кампосе.

## Семейный фон

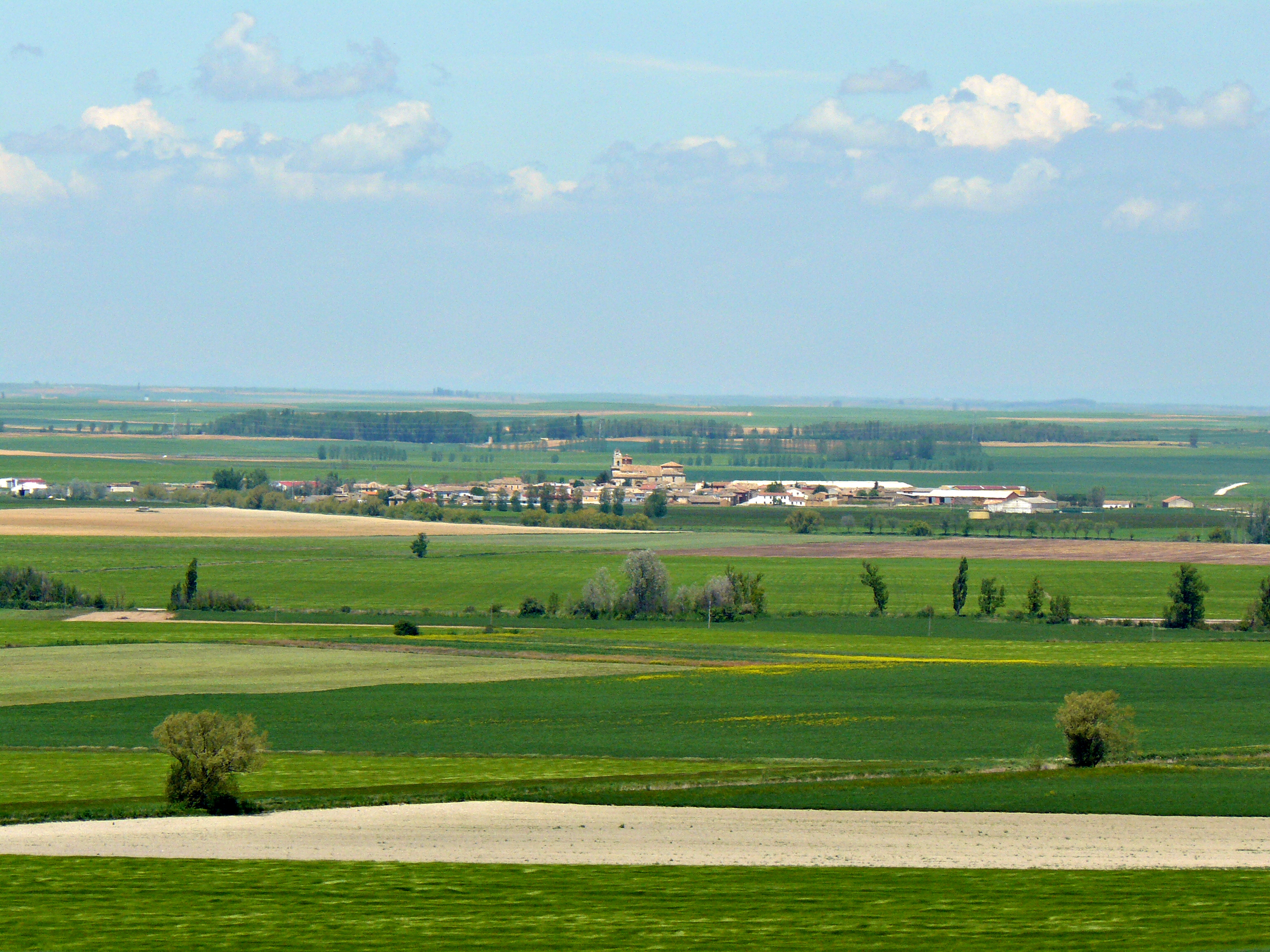
Вид на Менезеса из Монтеалегре

Имя Тельо в современных латинских хартиях — Теллус Петри или Петриз. Имя его матери неизвестно. Его отцом был Педро Мартинес, сын Мартина Переса, сеньора Тордесильяса и главного мерино королевы Леона и Кастилии Урраки . Хотя происхождение Мартина Переса остается неизвестным, он, должно быть, принадлежал к высшим дворянским чинам, женившись вторым браком, Майор Перес, вдове Альвара Фаньеса и дочери графа Педро Ансуреса и его жены графини Эйло Альфонсо.

## При дворе, владения и поместья, военные кампании и заселение
Тельо Перес де Менесес был выдающимся членом королевской курии короля Кастилии Альфонсо VIII, которому он служил как верный вассал и от которого получил множество королевских милостей.
Он владел обширными поместьями в восточной части Тьерра-де-Кампоса, некоторые из которых примыкали к Торососу, включая Менесес и Монтеалегре. Он также владел землей в долине реки Секильо и другими владениями вдоль Пути Святого Иакова, где он основал больницы для паломников и прокаженных.
В 1181 году он был tenente в Кеа, регионе, где он также владел несколькими поместьями, а также в Менесесе. 3 февраля 1184 года Тельо получил в подарок несколько мельниц в Вильянуэва-на-Чеа от Альфонсо VIII.
В 1177 году он сражался и возглавлял христианские армии в девятимесячной осаде Куэнки, пока город не сдался 21 сентября того же года.
Тельо отвечал за заселение долины реки Гвадиана в регионе, простирающемся от заболоченных земель Таблас-де-Даймиэль до устья реки Хабалон, в рамках соглашения с Орденом Калатравы, в соответствии с которым Тельо было поручено принести крупного рогатого скота и мавританских рабов в район Калатрава-ла-Вьеха. В качестве компенсации за свои усилия Тельо получил права пользования при жизни, а после его смерти все имущество и половина скота перешли к ордену. Также в качестве компенсации ему была предоставлена вилла Оканьи при его жизни. Он и его жена ранее пожертвовали Оканью, которую они получили от Альфонсо VIII, Ордену Калатравы в январе 1177 года во время осады Куэнки . В том же месяце король Альфонсо также подарил Тельо несколько домов в Куэнке в обмен на замок Малагон, который Тельо впоследствии пожертвовал на строительство и содержание больницы для пленников в этом городе.

## Религиозное покровительство и фонды

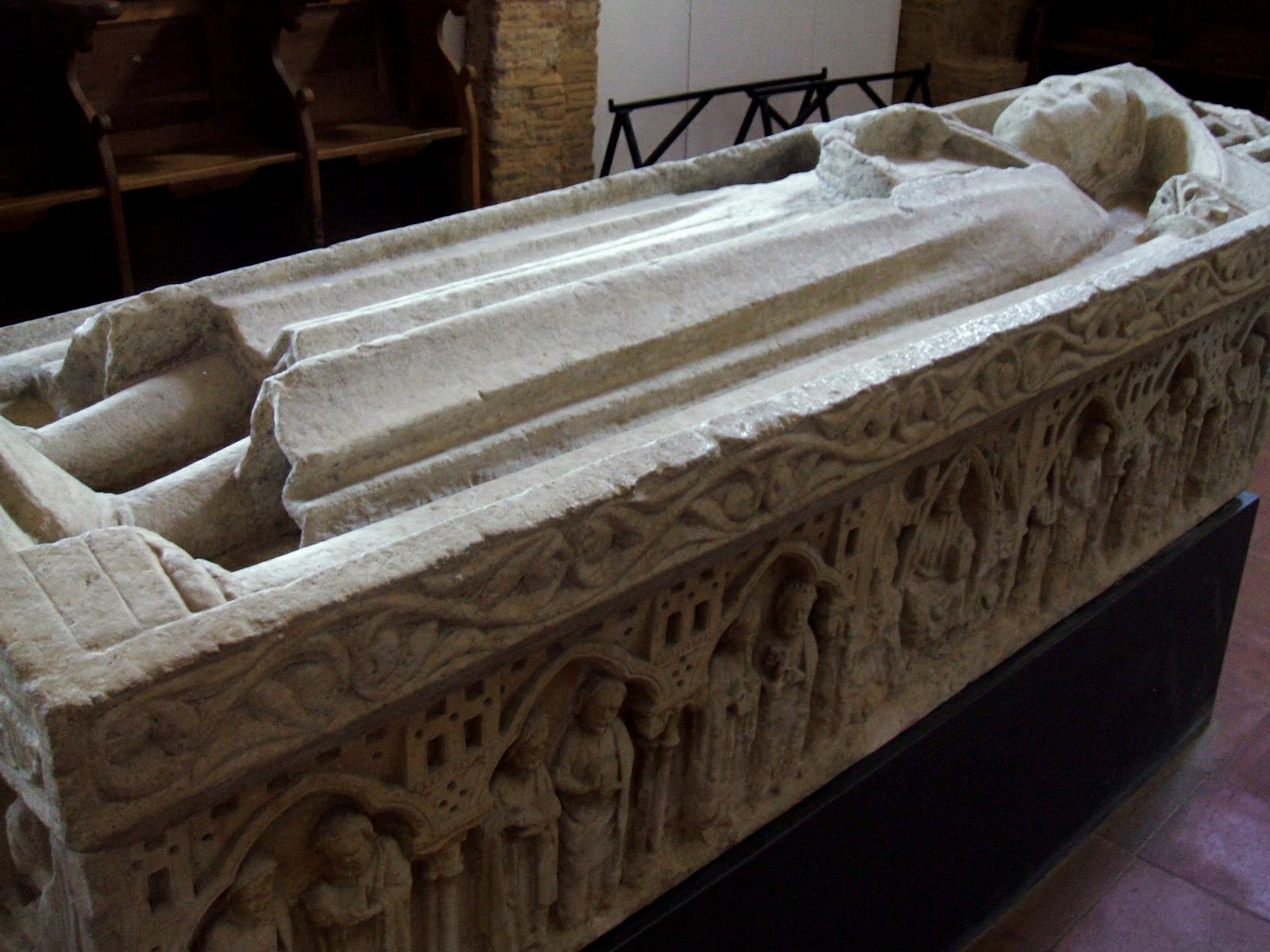
Готический саркофаг XIII века из монастыря Санта-Мария-де-Трианос, ныне находящийся в церкви Сан-Тирсо в Саагуне.

В ноябре 1173 года король Альфонсо VIII передал Тельо и его жене Гонтродо свои владения в Маталлане, а в 1175 году тот же король подтвердил основание монастыря Санта-Мария-де-Матальяна Тельо и его женой. Документ подтвердили пятеро детей от этого брака; Альфонсо, Гарсия, Тельо, Суэро и Тереза. Этот монастырь расположен в Вильяльба-де-лос-Алькорес в провинции Вальядолид.
13 марта 1182 года Тельо и его родственник Педро Гутьеррес и его жена Мария Босо основали больницу для пленников и паломников в Куэнке, которую они передали Ордену Сантьяго для управления. «Пленники» госпиталей captiuorum были бывшими военнопленными мусульман.
Вместе со своей женой и детьми Тельо сделал щедрое пожертвование в 1185 году монастырю Санта-Мария-де-Трианос, которое включало его поместья и собственность в Трианосе, Вильякресесе, Торделлосе, Сан-Николас-дель-Реаль-Камино и Фресно, собственность, которую он и его свекровь -закон, ранее приобретенный Терезой Перес, настоятельницей монастыря в Градефесе. В июне следующего года король Альфонсо VIII подтвердил это пожертвование и пожертвовал дополнительные свойства. Хотя основание этого монастыря приписывается Тельо и его жене, монастырь уже существовал в 1125 году, когда 7 декабря того же года папа Гонорий II издал папскую буллу о назначении аббата и настоятеля этого религиозного учреждения. Тельо и его потомки продолжали быть покровителями и благотворителями этого монастыря.
В 1195 году Тельо и его жена основали больницу для прокаженных в Сан-Николас-дель-Реал-Камино, которую они впоследствии пожертвовали монастырю Санта-Мария-де-Трианос, а 6 декабря 1196 года также основали еще одну больницу для прокаженных в Вильямартин, недалеко от Каррион-де-лос-Кондес, управление которым позже доверили Ордену Сантьяго.
С согласия своих пятерых детей, все из которых упомянуты в хартии, Тельо в июле 1195 года сделал щедрое пожертвование монастырю в Вильянуэва-де-Сан-Мансио, который был основан веком ранее, но активы которого значительно уменьшились. Позже Тельо и его дети передали этот монастырь монастырю Саагун в 1198 году.
Тельо Перес де Менесес, вероятно, умер в первой половине 1200 года, так как его дети сделали пожертвование в июне того же года настоятелю монастыря Саагун и, конечно, до апреля 1201 года, когда они снова пожертвовали несколько владений для душ их родители. По словам историка XVI века Амбросио де Моралеса, саркофаги основателей находились в главной часовне исчезнувшего монастыря Маталлана.

## Брак и дети

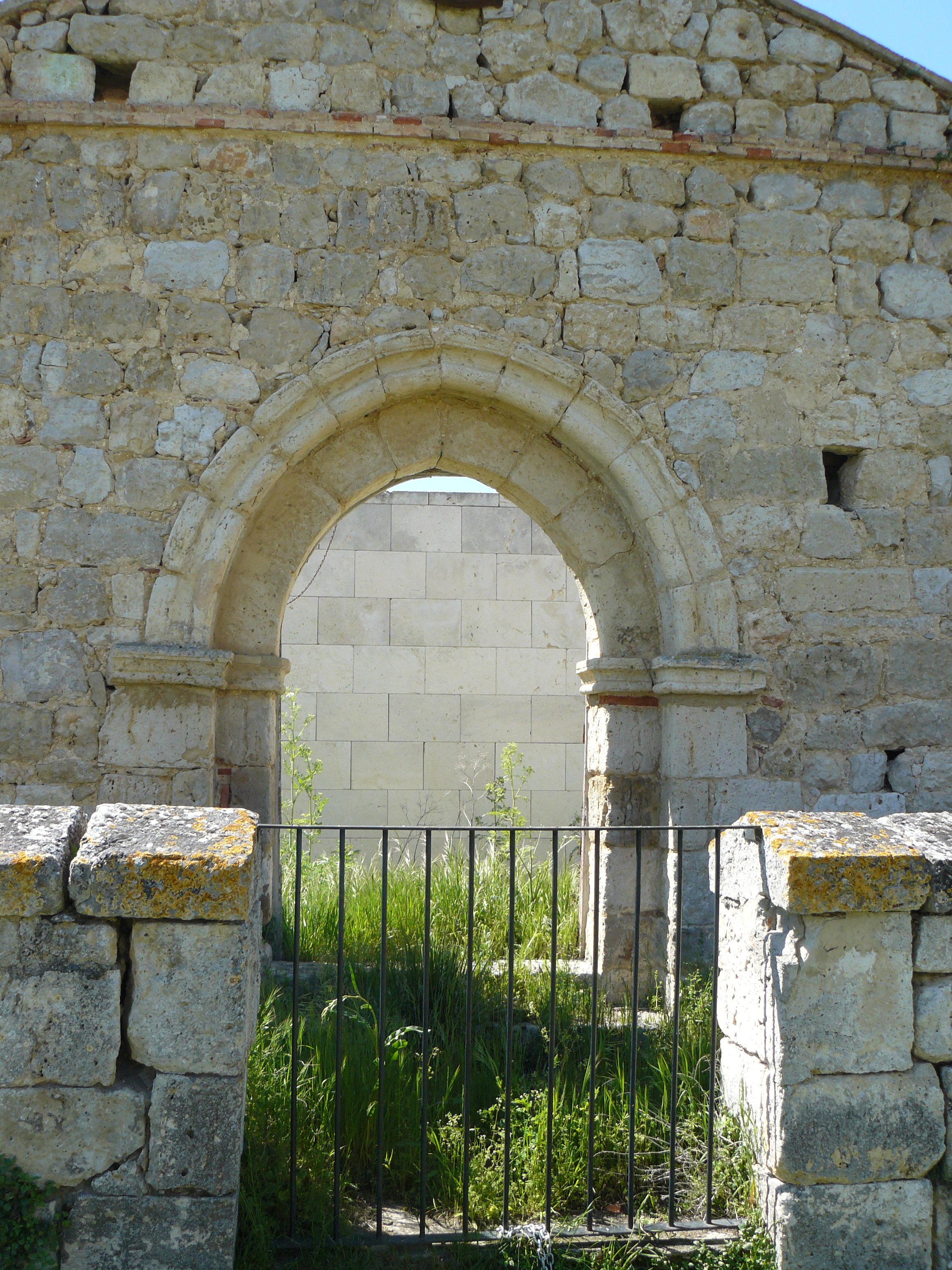
Руины монастыря Санта-Мария-де-Матальяна

22 июня 1161 года Тельо подарил аррас своей жене Гонтродо Гарсии. Среди поместий были Менесес, Вилья-Авия, Баррио-Фалькон, Вилья-Нова и Кастриэльо. Гонтродо, вероятно, внесла свой вклад в имущество и поместья, которые она унаследовала от семьи Флаинес в Тьерра-де-Кампос. Будучи правнучкой Мартина Флаинеса, один из графов, погибших в битве при Уклесе Гонтродо, был дочерью Гарсии Переса (умер в сентябре 1165 г.), tenente в Сеа, и Терезы Перес (умер 10 мая 1187 г.), основатели цистерцианского Монастырь Санта-Мария-ла-Реаль-де-Градефес, где Тереза, вдова, стала монахиней, а затем настоятельницей. У них было пятеро детей, все родились между 1161 и 1175 годами. Все потомки мужского пола приняли участие в битве при Навас-де-Толоса в июне 1212 года.
- Альфонсо Тельес де Менесес[35][36], унаследовавший майорат и сыгравший важную роль в политическом кризисе, последовавшем после ранней и случайной смерти Энрике I Кастильского[37] .
- Гарсия Тельес[38][36], который умер молодым и является предком линии Тельо в Севилье.
- Тельо Тельес де Менесес (ок. 1170—1246), епископ Паленсии[38][36].
- Суэро Тельес де Менесес (умер около 1227 г.)[36], был главным арендатором Монтеалегре, Тордеумоса, Грахаля и Сеа и стойким сторонником королевы Беренгарии Кастильской. Он женился на Санче Гутьеррес, дочери Гутьерре Родригеса де Кастро и Эльвиры Осорио, от которой у него было двое детей: Гутьерре и Фернандо Суарес де Менесес, первый из которых был предком Тельес де Менесес из Толедо, а второй был членом духовенства в Паленсии[39][40]. В 1227 году Суэро и его жена пожертвовали монастырю Беневивере свое имение в Сиснеросе, Паленсия[41].
- Тереза Тельес, вышедшая замуж за Мартина Переса.